# Isleham
Isleham – wieś w Anglii, w hrabstwie Cambridgeshire, w dystrykcie East Cambridgeshire. Leży 24 km na północny wschód od miasta Cambridge i 99 km na północ od Londynu. W 2001 miejscowość liczyła 2347 mieszkańców.